# Хилока (река)
Хило́ка (исп. Jiloca [xi'loka]) — река на юго-западе Арагона в Испании, главный приток реки Халон в бассейне Эбро. Протекает по территории провинций Теруэль и Сарагоса. Хилока имеет протяжённость 123 км. В верхней половине течёт в основном на север, в нижней — на северо-запад.
Название реки происходит от слова андалузского диалекта арабского языка šalawq — «морской ветер».

## Русло
Местонахождение истока спорно; принято считать, что им является артезианский колодец Фуэнте-де-Селла у подножия Сьерра-де-Альбаррасин в провинции Теруэль. Колодец окружён стеной, построенной итальянским инженером Доминго Феррари. В настоящее время считается, что участок реки между колодцем и Монреаль-дель-Кампо — это останки канала XVIII века. От Монреаль река течёт на север, и вблизи Луко де Хилока в неё впадает приток Панкрудо, который берёт начало в Сьерра-де-ла-Костера. Там же находится канал, орошающий небольшую долину недалеко от Дарока.
Хилока течёт из Дарока в северо-восточном направлении мимо Манчонеса, Мореро, Монтона, Мората-де-Хилока, Маруенды и Паракуэльос-де-Хилока до впадения в Халон между Каррамолиной и Калатаюдом.
В честь реки получили свои названия города Мората-де-Хилока, Паракуэльос-де-Хилока, Фуэнтес-де-Хилока, Торремоча-де-Хилока, Велилья-де-Хилока и Вильянуэва-де-Хилока.

## История
В прошлом на берегу реки стояло множество водяных мельниц, но теперь от них остались только руины. Долина Хилока — это древний путь между плато Месета, рекой Эбро и побережьем Леванта. Многие римские мосты сохранились в долине.